# 辻馬車

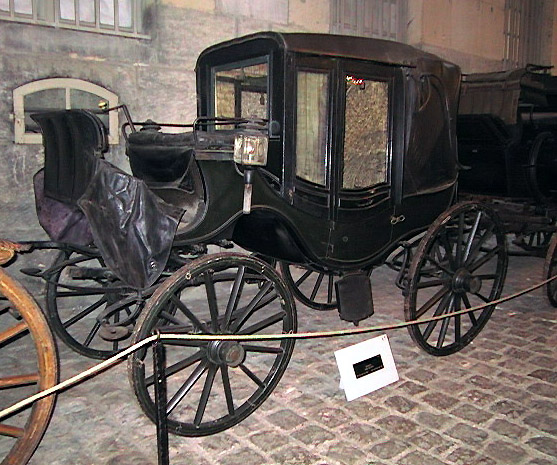
コンピエーニュの博物館に展示された、1830年製の辻馬車。

辻馬車（つじばしゃ、fiacre）は、近代ヨーロッパの都市交通の一つ。今日のタクシーの前身と言われるが、他にもタクシーの前身と呼ばれる物は存在する（「ハンサムキャブ」、「ハックニーキャリッジ」参照）。あらかじめ決められた駅前などの道端で客を待ち、客を目的地まで運び運賃を貰う形式の二輪馬車。

## 歴史
貸馬車から派生したもので、1625年頃にロンドンで見られ、1640年頃、パリのサン＝フィアークル（聖フィアークル）ホテルで貸馬車業をはじめたニコラ・ソバージュが、道端に馬車を用意して客を待ち、市内の指定場所まで移動する馬車が、後にフィアークル（fiacre）と呼ばれる辻馬車へ発展したとされる。聖フィアークルはアイルランドの隠者で、フランスに修道院を建てた庭師と御者の守護聖人であり、サン＝フィアークル・ホテルの看板にも肖像が描かれていた。日本でも明治時代に導入され、その際「辻馬車」と訳された。

## 参考資料
- 『世界大百科事典』平凡社